# Catoscopium martianum
Catoscopium martianum là một loài rêu trong họ Catoscopiaceae. Loài này được Hoppe & Hornsch. Huebener mô tả khoa học đầu tiên năm 1833.